# Таракан (острів)

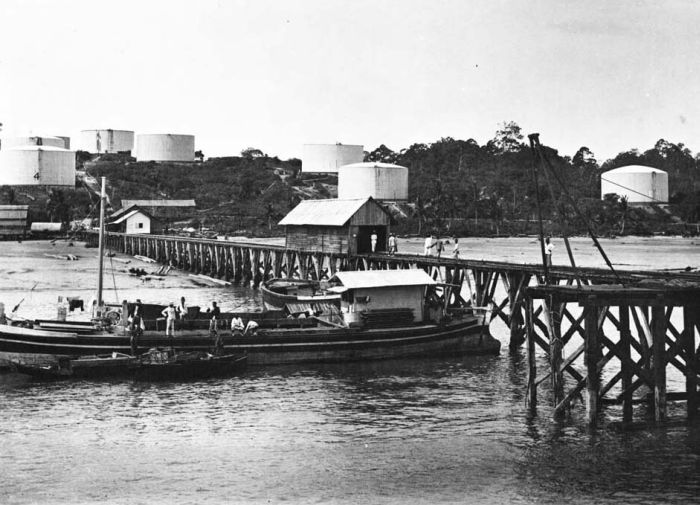
Нафтоналивний порт Таракана. Початок XX століття (1905—1914)

Таракан (індонез. Pulau Tarakan) — один з островів Малайського архіпелагу в складі Великих Зондських островів; територія Індонезії. Адміністративно входить до складу провінції Північний Калімантан. До 1942 року входив до складу Голландської Ост-Індії.
Острів Таракан розташований у західній частині моря Сулавесі, у північно-східного узбережжя острова Калімантан. Довжина острова близько 16 км, площа — 303 км², середня висота острова — 6 метрів над рівнем моря. Прибережна зона низинна і болотиста, на південно-західному узбережжі є нафтові родовища.
Найбільшим населеним пунктом острова є однойменне місто, розташоване на південному заході острова, в якому проживає близько 240 тисяч жителів.

## Нафта
Голландські дослідники виявили сліди нафти на острові у 1863 році. Видобуток нафти почався у 1906 році. До 1940 року на острові був побудований нафтопереробний завод з чотирма нафтовими навантажувальних пірсами. Завод був одним з п'яти найбільших центрів переробки нафти в Ост-Індії.

## Друга світова війна
Японські нафтові родовища на Сахаліні і Формозі забезпечували лише десять відсотків потреб японської промисловості. США припинили експорт нафти в Японію 26 липня 1941 року, а запасів сирої каліфорнійської нафти на японських заводах не вистачило б навіть на два роки. Це було однією з головних причин нападу Японії на США чотири місяці по тому. Японія відразу ж почала захоплення альтернативних джерел нафти в Ост-Індії.
Японія оголосила війну Голландської Ост-Індії 10 січня 1942 року, а японські війська висадилися на Таракан на наступний день і після дводенного бою захопили острів і родовища. У тому ж місяці Японія захопила нафтові родовища і нафтопереробні заводи в Балікпапані, у лютому — на Суматрі, у березні — на Яві. Японські нафтовики слідували за військами, щоб зберегти видобуток нафти на попередньому рівні.
8 травня 1942 року був потоплений японський корабель з 800 японськими нафтовиками, але, незважаючи на цю втрату, сира нафта Тараканского родовища (в суміші з невеликою кількістю маньчжурських сланцевих дистилятів) була основною сировиною для виробництва японського дизельного палива у 1942 році, в той час як резервні запаси каліфорнійської сирої нафти залишалися основною сировиною для виробництва японського бензину до 1943 року.
Видобуток нафти на Тараканському родовищі досяг 350 000 барелів на місяць на початок 1944 року, але у Японії вже не було достатньої кількості нафтових танкерів для транспортування цього обсягу на японські нафтопереробні заводи. Не маючи достатньої кількості рафінованого мазуту для битви в Філіппінському море, японські авіаносці були змушені заправлятися нерафінованої сирою нафтою Таракана в червні 1944 року. Сира нафта ушкоджувала труби котлів, а випаровування нафти створювали з повітрям вибухонебезпечну суміш, що сприяло загибелі авіаносців Тайхо, Сьокаку і Хійо.
Останній японський танкер покинув Таракан у липні 1944 року, бомбардувальники союзників пошкодили нафтопромислові об'єкти дещо пізніше в цьому ж році. Австралійські війська звільнили острів у червні 1945 року.